# يغورندي
اليغورندي أو إيْرَة هو نوع من القطط يعيش في نصف الكرة الغربي. وهو -في الواقع- لايشبه القط إطلاقاً. له رقبة طويلة ورأس يشبه رأس ابن عرس وأذنان قصيرتان وأرجل قصيرة وغليظة وذيل طويل. ويبلغ ارتفاع اليغورندي «وهو واقف» نحو 30 سم من عند الكتفين. ويتراوح طوله بين 90-120 سم.
ويتراوح وزنها بين 9-14 كجم. ولون بعض أنواع اليغورندي بُني رمادي ضارب إلى السواد، أو أسود، فيما لون بعضها الآخر أصفر ضارباً إلى الأحمر. ويتجول اليغورندي خلال النهار، يأكل القوارض والطيور وحيوانات المزارع. ويعيش في الجزء الجنوبي الغربي من الولايات المتحدة حتى أمريكا الجنوبية.

## معرض الصور

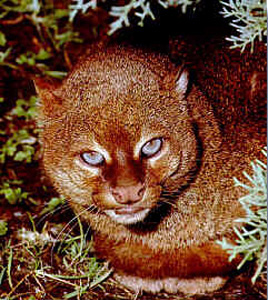
اليغورندي

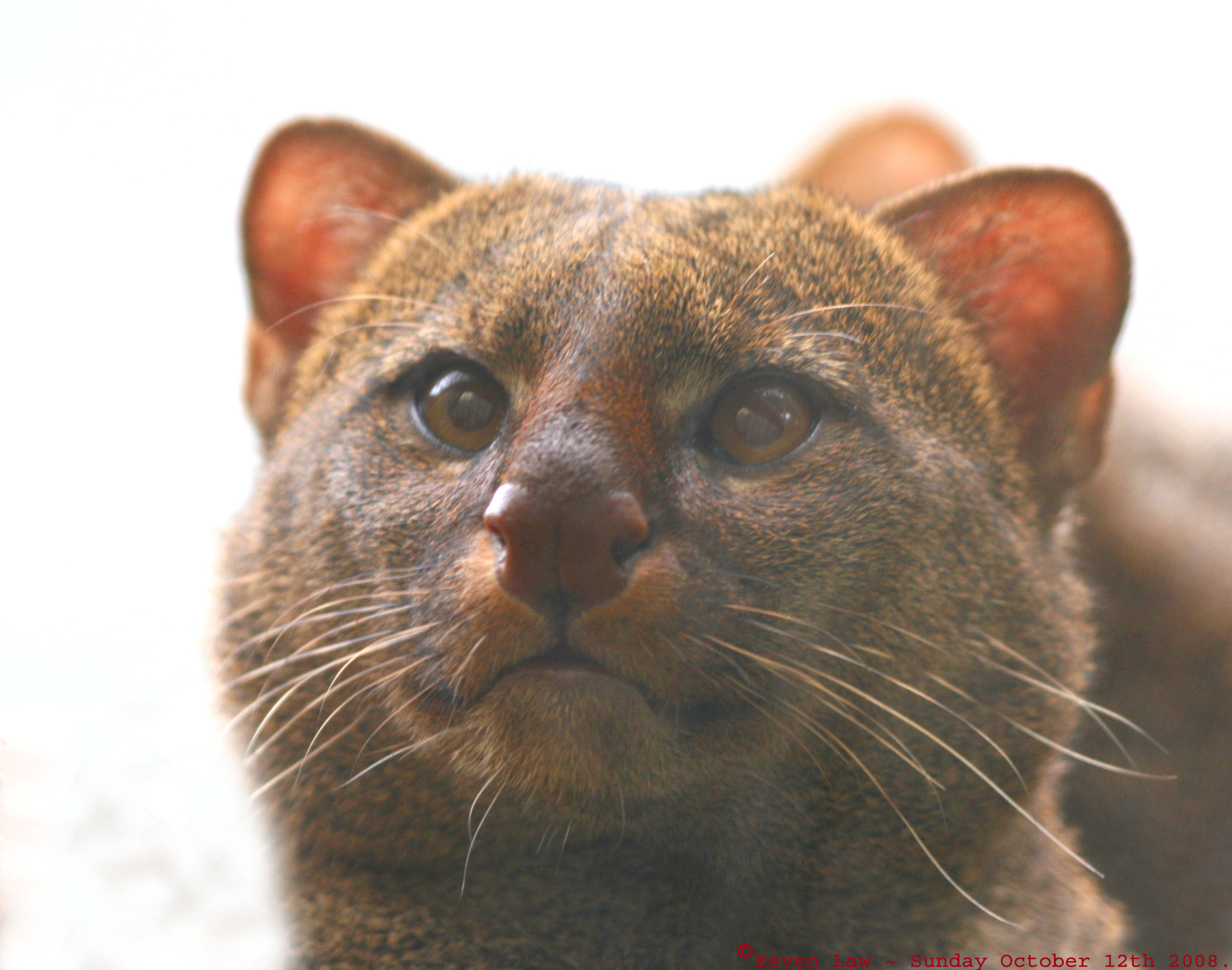
وجه اليغورندي